# Joanna Liszowska
Joanna Patrycja Liszowska (ur. 12 grudnia 1978 w Krakowie) – polska aktorka, piosenkarka i prezenterka telewizyjna.

## Życiorys
Jest córką pianistki i geodety, którzy rozstali się po 31 latach małżeństwa. Ma brata. W 2001 została absolwentką PWST w Krakowie oraz zadebiutowała na scenie Teatru Wielkiego w Warszawie w roli Anny I w Siedmiu grzechach głównych, a za rolę Onej w przedstawieniu Tadeusza Różewicza Rajski ogródek otrzymała wyróżnienie podczas XIX Festiwalu Szkół Teatralnych w Łodzi. Również w 2001 zajęła trzecie miejsce na Przeglądzie Piosenki Aktorskiej we Wrocławiu i otrzymała nagrodę ZASP–u za najlepsze wykonanie piosenki w konkursie studenckim. Ponadto została laureatką Festiwalu Interpretacji Piosenek Agnieszki Osieckiej w Sopocie oraz otrzymała Grand Prix na Festiwalu Piosenki Artystycznej w Rybniku.
Występowała na deskach Teatru Starego i STU w Krakowie oraz Operetki Krakowskiej, a także warszawskich teatrów: Komedia, Studio Buffo i Ateneum. Grała w musicalach: Chicago (główna rola), Panna Tutli Putli i Romeo i Julia, a także w spektaklu muzycznym Człowiek z La Manchy oraz multimedialnym widowisku muzycznym Vichry.

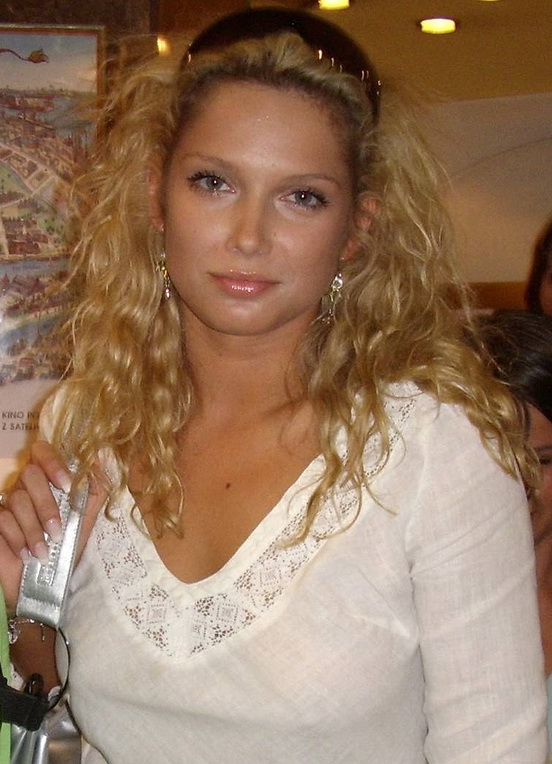
Joanna Liszowska, 2007

Na małym ekranie zadebiutowała w 2002 rolą tancerki Edyty w serialu Szpital na perypetiach. W latach 2002–2003 występowała jako Ewa, asystentka Tomka w serialu Kasia i Tomek. W latach 2003–2004 grała pielęgniarkę Zuzannę w serialu M jak miłość. W latach 2005–2006 grała dziennikarkę Izę w serialu Kryminalni, a 2006 występowała też w roli fryzjerki Laury w serialu U fryzjera. Jesienią 2006 uczestniczyła w czwartej edycji programu rozrywkowego TVN Taniec z gwiazdami, w parze z Robertem Kochankiem zajęła piąte miejsce, odpadając w siódmym odcinku, a w maju 2007 wystąpili w okolicznościowym wydaniu programu pt. „Najpiękniejsze tańce”, w którym telewidzowie wybierali najciekawszy występ ostatnich trzech serii.
Dwukrotnie wystąpiła w sesjach zdjęciowych dla magazynu „Playboy” (wrzesień 2005, grudzień 2006).
Od 2007 związana z produkcjami Telewizji Polsat. Jesienią 2007 zwyciężyła w drugiej edycji programu rozrywkowego Jak oni śpiewają, a w nagrodę wydała maxi singel pt. Jak oni śpiewają. W 2008 była jedną z bohaterek reality show Ranking gwiazd oraz współprowadziła piątą edycję Jak oni śpiewają. W 2009 wystartowała w szóstej edycji programu z udziałem najlepszych uczestników poprzednich serii oraz nagrała utwór „Teraz wiem” na płytę Piotra Rubika pt. RubikOne. W 2012 prowadziła reality show Sposób na faceta na antenie Polsat Café. W latach 2012–2013 była jedną z jurorek czterech edycji programu rozrywkowego Got to Dance. Tylko taniec. Od 2012 występuje w roli Patrycji Kochan w serialu Przyjaciółki. W 2014 zajęła trzecie miejsce w finale drugiej edycji programu Twoja twarz brzmi znajomo; w następnych latach zasiadła gościnnie w jury jednego z odcinków dziewiątej edycji programu (2018) oraz wystąpiła w specjalnym odcinku świątecznym (2021).
Zagrała główną rolę żeńską w komedii Kobiety bez wstydu (2016). W 2019 wcieliła się w jedną z wiodących ról w filmie Całe szczęście, a także wydała singel „Into U”, który zaprezentowała na żywo podczas koncertu telewizji Polsat „Disco pod Gwiazdami” oraz własną interpretację „Alei gwiazd” Zdzisławy Sośnickiej. Zagrała jedne z głównych ról w filmach Swingersi (2020) i Pokusa (2023). W sierpniu 2023 z zespołem Lisha & the Men wydała singel „Zatańcz”, który wykonali premierowo w tym samym miesiącu na Top of the Top Sopot Festival. W 2025 miał premierę serial TVN Szpital św. Anny, w którym grała jedną z głównych ról.

## Życie prywatne
Pozostawała przez dwa lata w nieformalnym związku z aktorem Robertem Rozmusem. Była zaręczona z Tadeuszem Głażewskim. W 2009 związała się z przedsiębiorcą Olą Serneke (ur. w 1969), właścicielem firmy „Bygg & Konsult AB”, którego majątek w 2008 wyliczono na 165 mln koron szwedzkich. Ich ślub odbył się 24 lipca 2010 w katedrze św. Marcina i Mikołaja w Bydgoszczy. Mają dwie córki, Emmę (ur. 13 maja 2011) i Stellę (ur. wrzesień 2013). Rozwiedli się w 2018.
Według doniesień mediów, 1 września 2014 spowodowała wypadek samochodowy, prowadząc samochód marki Porsche, będąc w stanie upojenia alkoholowego. Do zdarzenia doszło na obrzeżach Warszawy, na ul. Puławskiej, około godz. 10. 31 października 2014 została skazana przez warszawski sąd na pięć miesięcy bezpłatnych prac społecznych, dwuletni zakaz prowadzenia pojazdów i 7 tys. zł grzywny.

## Filmografia
| Rok       | Tytuł                               | Rola                                                               | Uwagi                             |
| --------- | ----------------------------------- | ------------------------------------------------------------------ | --------------------------------- |
| 2001      | Wielebni                            | Betty                                                              | Teatr Telewizji                   |
| 2002      | Szpital na perypetiach              | tancerka Edyta Kąkola–Kulawik                                      | odc. 11 pt. Brzydka sprawa        |
| 2002      | Na dobre i na złe                   | Ewa, narzeczona Filipa                                             |                                   |
| 2002–2003 | Kasia i Tomek                       | Ewa, asystentka Tomka                                              | głos                              |
| 2003      | Rajski ogródek – Szkice z Różewicza |                                                                    | Teatr Telewizji                   |
| 2003      | Rodzinka                            | Eliza Przepiórka, matka Adasia „Plomby”                            | odc. 2 pt. Bezstresowe wychowanie |
| 2003      | Psie serce                          | Ala                                                                | odc. 16 pt. Max                   |
| 2003      | Miodowe lata                        | Joanna                                                             | odc. 119 pt. Baca                 |
| 2003–2004 | M jak miłość                        | pielęgniarka Zuzanna                                               |                                   |
| 2004      | Romeo i Julia                       | pani Kapulet                                                       | Teatr Telewizji                   |
| 2004      | Czwarta władza                      | Maryla Kosiorkiewicz, dziennikarka TVP, znajoma Marcina            |                                   |
| 2004      | Długi weekend                       | dziewczyna wspólnika                                               | Film z cyklu Święta polskie       |
| 2005–2009 | Na dobre i na złe                   | doktor Dorota Lewkiewicz–Czyż, radiolog, żona Michała              |                                   |
| 2005      | Legenda                             | Lucyna                                                             |                                   |
| 2005      | Lawstorant                          | Marta                                                              |                                   |
| 2005–2006 | Kryminalni                          | dziennikarka Iza, przyjaciółka Dobeckiej, później partnerka Zawady |                                   |
| 2006      | Defekt                              | Jola, laborantka policyjna                                         |                                   |
| 2006      | Miłość w przejściu podziemnym       | Sabina, była sekretarka w redakcji „Periodyku Kulturalnego”        | Film z cyklu Święta polskie       |
| 2006      | Kto nigdy nie żył…                  | Elka, partnerka Artura                                             |                                   |
| 2006      | U fryzjera                          | Laura                                                              |                                   |
| 2006      | Hela w opałach                      | pielęgniarka                                                       | odc. 12 pt. Święta z rodzinką     |
| 2007      | Sztuczki                            | Violka                                                             |                                   |
| 2008–2009 | Tylko miłość                        | Paulina Gryń, architekt, koleżanka Rafała z czasów studiów         |                                   |
| 2008      | Nie kłam, kochanie                  | Kamila, była znajoma Marcina                                       |                                   |
| 2008      | Niania                              | Roksana Zdun                                                       | odc. 92 pt. Niania robi karierę   |
| 2008      | Daleko od noszy                     | Iza, kochanka Basena                                               | odc. 153 pt. Czarna kaszelnica    |
| 2009      | Zamiana                             | Kamila Niechciał, asystentka prezydenta                            |                                   |
| 2009      | 39 i pół                            | Małgorzata                                                         | odc. 23                           |
| 2009      | Garfield: Koty górą                 | Vetvix                                                             | Polski dubbing                    |
| 2010      | Ciacho                              | Magda, żona Tomka                                                  |                                   |
| 2010      | Na Wspólnej                         | Anita Wrzos                                                        |                                   |
| 2012      | Prawo Agaty                         | Karolina, przyjaciółka Żarskiej                                    | odc. 11                           |
| od 2012   | Przyjaciółki                        | Patrycja Kochan                                                    |                                   |
| 2016      | Kobiety bez wstydu                  | Alicja Marczak                                                     |                                   |
| 2019      | Całe szczęście                      | Regina Wołk-Maliszewska                                            |                                   |
| 2020      | Swingersi                           | Iwona                                                              |                                   |
| 2023      | Pokusa                              | Marta                                                              |                                   |
| 2023      | Archiwista II                       | Diana Zumagajewa                                                   | odc. 6                            |
| 2023–2024 | Leśniczówka                         | Lila                                                               |                                   |
| 2024      | Pieprzyć Mickiewicza                | nauczycielka Jolanta „Madame”                                      |                                   |
| od 2025   | Szpital św. Anny                    | doktor Katarzyna Hajduk                                            |                                   |

## Dyskografia
Minialbumy (EP)
- Jak oni śpiewają (2007)

Single
- 2019 – „Into U”
- 2023 – „Zatańcz” (z zespołem Lisha & The Men)

## Nagrody i nominacje
- 2007: Wygrana – Wiktor w kategorii Największe odkrycie telewizyjne
- 2009: Nominacja – Złota Kaczka w kategorii Najlepsza rola kobieca sezonu 2008/2009 za film Zamiana
- 2010: Nominacja – Tytuł „Najpiękniejszej Polki” w plebiscycie Viva! Najpiękniejsi
- 2017: Nominacja – Wąż w kategorii Najgorsza rola żeńska za film Kobiety bez wstydu[20]
- 2017: Nominacja – Wąż w kategorii Najgorszy duet na ekranie (razem z Michałem Lesieniem) za film Kobiety bez wstydu[20]